# Biureta
Biureta – sprzęt laboratoryjny o kształcie zazwyczaj długiej i cienkiej rurki szklanej, z precyzyjną skalą objętości, który jest od dołu zakończony kranikiem i precyzyjnie wykonanym „dzióbkiem”.
Podstawowym zadaniem biurety jest precyzyjne odmierzanie cieczy w czasie miareczkowania, chociaż bywa ona używana także do innych celów – np. szybkiego przygotowywania roztworów mianowanych.
Biurety miewają różną objętość i wysokość. Tzw. mikrobiurety – mają pojemność rzędu kilku mililitrów, zaś biurety przemysłowe mogą mieć nawet do 10 l. pojemności. Najczęściej spotykane biurety mają jednak zwykle pojemność od 50 do 150 ml. Biurety takie miewają od 50 do 150 cm wysokości.
Tradycyjnie biurety posiadają tzw. odwrotną skalę. Na szczycie skali jest pozycja „0”, zaś na samym dole jej najwyższa wartość. Biuretę przed użyciem napełnia się roztworem do pozycji „0”, a następnie wypuszcza się go po kropli w trakcie miareczkowania. Dzięki temu, że skala objętości jest „do góry nogami”, w każdej chwili widać, jaką objętość roztworu się już wkropliło.
W biuretach istotne znaczenie ma jakość kranika oraz końcowego „dzióbka”. Kranik powinien być całkowicie szczelny na boki i umożliwiać dozowanie roztworu po kropli. W starszego typu biuretach stosowane były kraniki szklane. W nowszych stosuje się najczęściej znacznie wygodniejsze i precyzyjniejsze kraniki teflonowe. Biureta powinna mieć na całym odcinku stałą średnicę wewnętrzną. Biurety podobnie jak inne naczynia analityczne wykonywane są w dwóch klasach A i B. Klasa A oznacza wysoką precyzje wykonania i brak potrzeby oznaczania współmierności. Klasa B oznacza normalna precyzję która wymaga oznaczenia współmierności między naczyniami klasy B. Oznaczenie biurety w jakiej znajduje się klasie jest wygrawerowane nad skalą. Brak oznaczeń oznacza klasę B. Biureta z choćby lekko ułamanym dziobkiem (który jest bardzo łatwo ułamać, bo jest cienki i długi) praktycznie nie nadaje się już do użycia. Proste biurety opisane wyżej coraz częściej ustępują miejsca biuretom półautomatycznym z tzw. automatycznym ustawianiem zera.
Oprócz tradycyjnych biuret ręcznych istnieją też biurety automatyczne, które zamiast kranika i skali mają małą krokową pompkę przepływową i elektroniczny pomiar objętości wkraplanej cieczy. Są one głównie stosowane w laboratoriach analitycznych, wykonujących setki rutynowych miareczkowań.